# Петрова (Марамуреш)
Петрова (рум. Petrova) насеље је у Румунији у округу Марамуреш у општини Петрова. Oпштина се налази на надморској висини од 379 m.

## Становништво
Према подацима из 2002. године у насељу је живело 2693 становника.

### Попис2002.
| Расподела становништва по националности 2002.‍ | Расподела становништва по националности 2002.‍ | Расподела становништва по националности 2002.‍ | Расподела становништва по националности 2002.‍ | Расподела становништва по националности 2002.‍ |
| --------------------------------------------- | --------------------------------------------- | --------------------------------------------- | --------------------------------------------- | --------------------------------------------- |
|                                               |                                               |                                               |                                               |                                               |
| Румуни                                        | Румуни                                        |                                               | 2.658                                         | 98,8%                                         |
| Роми                                          | Роми                                          |                                               | 24                                            | 0,9%                                          |
| Украјинци                                     | Украјинци                                     |                                               | 7                                             | 0,3%                                          |